# Echinopora robusta
Espèce
Statut CITES
Echinopora robusta est une espèce de coraux appartenant à la famille des Merulinidae ou la famille Faviidae.